# Etica Nicomahică

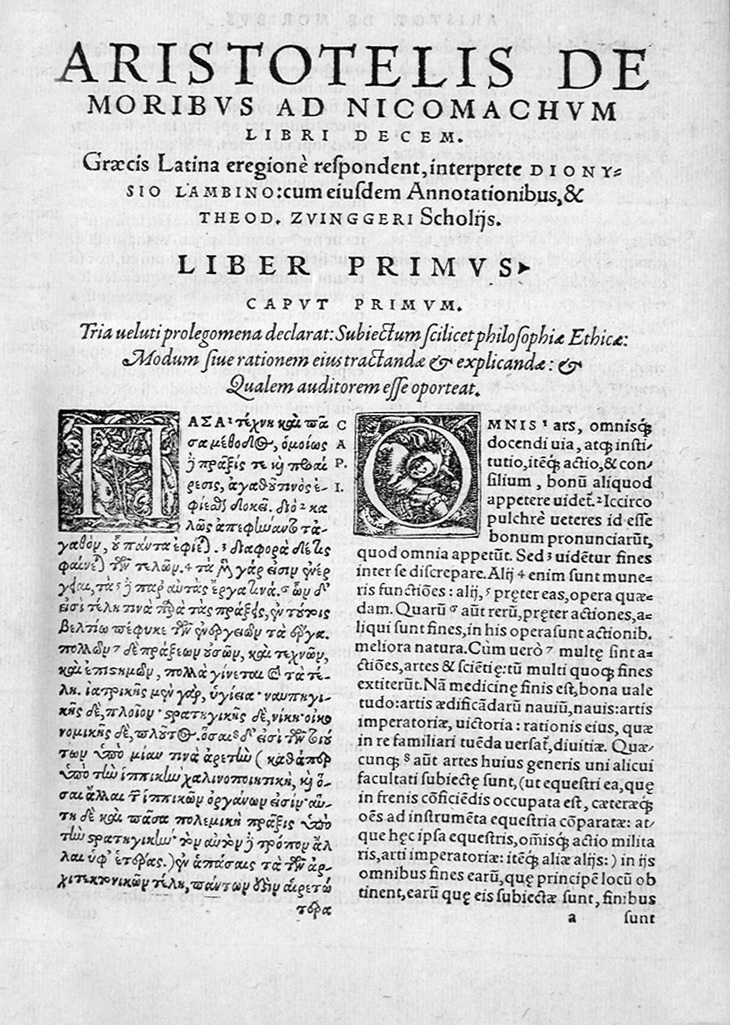
Prima pagină a unei ediții în greacă si latină din 1566.

Etica Nicomahică este o carte de Aristotel.

Autorul descrie cum alegeri raționale repetate duc la o stare de sănătate morală, caracterizată de virtuți ale caracterului și ale gândirii, la prietenia de caracter și la fericire.
„Fericirea este activitate (gr. energeia)  în acord cu virtutea.  ”
Lucrarea se adresează celor cu suficiente resurse pentru necesitățile vieții și cu siguranța zilei de mâine asigurate
„…e nevoie în plus de bunăstare … pentru că este imposibil sau nu ușor să participi la acțiuni frumoase fără să fi pregătit pentru ele. Pentru că multe lucruri sunt făcute cu ajutorul prietenilor sau bogăției sau puterii politice…  ”
dar, pentru simplitate, nu include familia 
„ Ca soarta urmașilor și a prietenilor să nu conteze pare prea nesimțitor și contrar cu opiniile oamenilor … dar este probabil suficient pentru a schița în general despre ce este vorba ”
Etica (gr. etikos) înseamnă “Despre caracter” (etos cu eta, sau un „e-lung”) sau “Despre obicei” (etos, cu epsilon sau „e-scurt”). 
Este prima lucrare dedicată în întregime problemelor de etică (aspecte ale eticii au fost considerate înainte de alți filosofi) și cea mai importantă lucrare de etică a lui Aristotel.   Se știe doar că a fost scrisă după 353 î.Hr., pentru că în lucrare se face referință la un eveniment care a avut loc în acel an.

## Impact
Una din disputele etice din antichitate se referea la posibilitatea învățării virtuții. Aristotel consideră că pentru a ajunge la virtute sunt necesare trei lucruri: daruri naturale (o componentă înăscută), 
„ E necesar ca o fire să fie prezentă, care să fie într-un fel potrivită pentru virtute, iubind ce este frumos și disprețuind ce este rușinos ”
urmarea de obiceiuri bune de mic copil, 
„cel care va asculta adecvat la o discuție despre ce este frumos și just … trebuie să fi fost crescut frumos ”
și învățare pentru cei cu “mintea generoasă”, adică oameni descuiați, cu mintea deschisă, care în opinia lui Aristotel nu sunt majoritatea. 
Lucrarea a fost concepută ca un manual de etică, adresându-se tinerilor din familii ateniene înstărite instruiți la Academia lui Platon sau la școla (Lykeion) pe care Aristotel a înființat-o în 334 î.Hr. Lucrarea nu este un tratat de etică adresat altor filosofi
„ … ar trebui să ne mulțumim să arătăm adevărul în mod aproximativ și în general când vorbim și raționăm despre aceste lucruri ”
și are un scop practic
„ … ar trebui să examinăm lucrurile care s-au spus aplicându-le la situații de viață, să le acceptăm dacă sunt în armonie cu faptele, dar să le considerăm doar vorbe dacă sunt în dezacord ”
Scolasticii l-au studiat și comentat des.

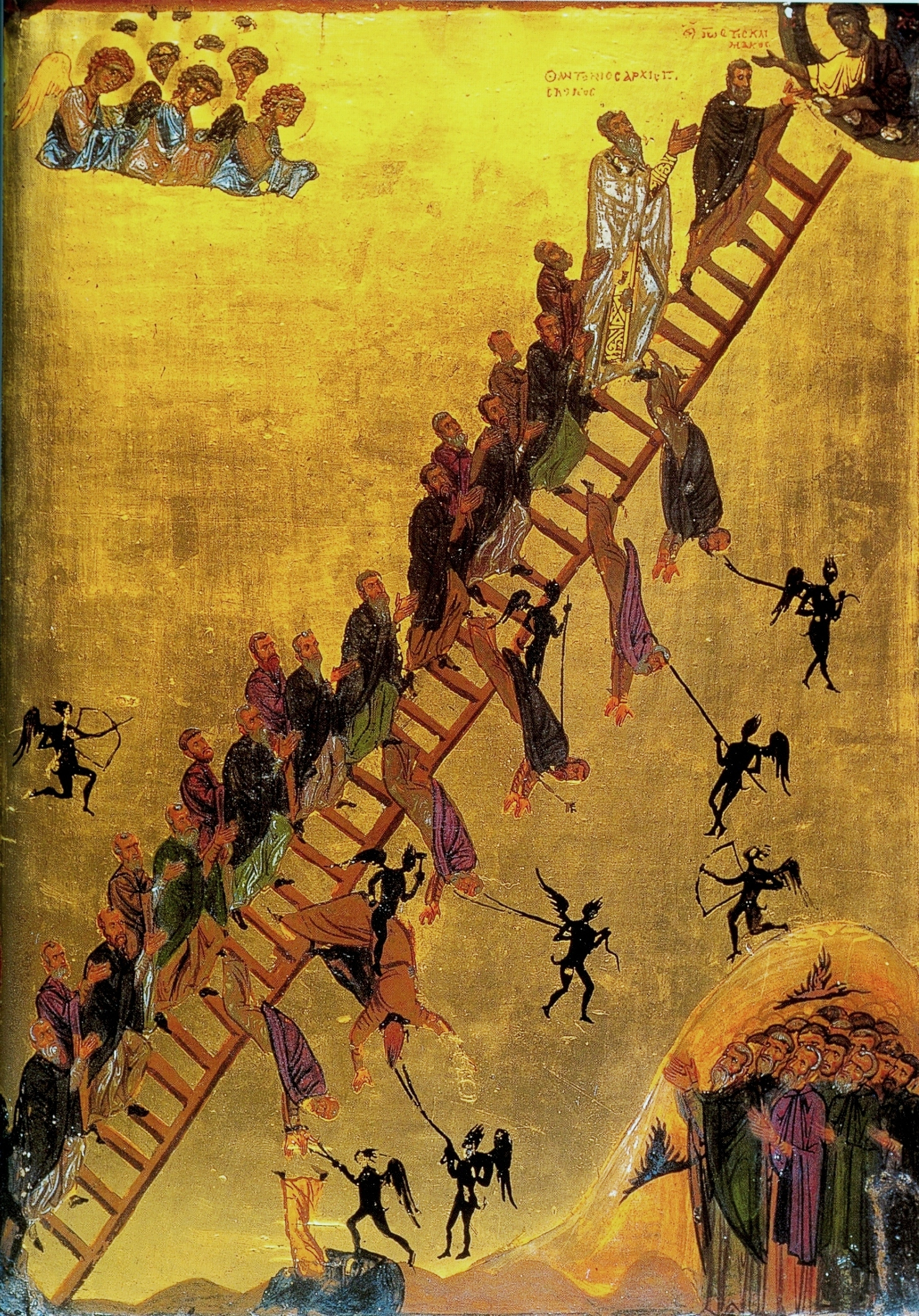
Scara Raiului într-o icoană arată ridicarea treptată în virtute sau coborârea în viciu în context creștin.

Un parcurs etic similar se regăsește în tradiția monahală creștină. Despătimirea, prietenia în dragostea creștină (gr. agape), îndumenzeirea (gr. teosis), toate necesită o viață de efort. Există de asemenea similarități între concepte fundamentale. De exemplu, așa cum viciul este o deviere de la virtute în etica lui Aristotel, răul este absența binelui în creștinism (un nimic, o lipsă, răul este definit prin raportarea la bine). Preceptul etic de a urma frumosul al lui Aristotel este explorat în detaliu în culegerea de scrieri Filocalia (iubirea de frumos). 
Expresia „Viața, Libertatea și căutarea Fericirii” din Constituția Statelor Unite ale Americii se referă la fericirea așa cum este definită de Aristotel în această lucrare. Ca și Aristotel în lucrarea următoare Politica, semnatarii au fost preocupați de alegerea constituției care facilitează cel mai bine găsirea fericirii de către cetățeni.
În prezent, lucrarea rămâne un punct de referință valabil, care poate fi rafinat prin experiențe proprii. Expresia „Nu e frumos ce ai făcut” din limbajul colocvial este expresia preceptului etic cel mai important al lui Aristotel (corespondența cu frumosul, gr. to kalon), transmis prin intermediul tradiției creștine. 

## Formă și stil
Lucrarea este împărțită în zece „cărți”, prima carte find dedicată în întregime motivării și scopului lucrării. 
Pedagogic lucrarea simplifică pentru claritate, are multe exemple, și recurge des la analogii (“…la fel se întâmplă cu lucrurile aruncate peste bord…”).  Autorul clasifică, categorizează, enumeră, organizează, etc.  (“… sunt alte cazuri de curaj, de cinci feluri…” ). El sumarizează deseori la început diferite opinii pentru context, înainte de a prezenta o nouă idee. Stilul cursiv al autorului și frazele lungi pot face unele pasaje mai dificil de urmărit, dar înțelesul lor nu poate fi niciodată prea departe, pentru că Aristotel a fost un dascăl cu experiență care s-a adresat în lucrare unor tineri adolescenți. 

## Starea înnăscută pasivă
Natura originală, înnăscută a omului este cea a unui copil mic, instabilă, dezordonată, capricioasă, urmărind plăcerea. Temperamentul, talentele îngust definite dacă există, sentimentele, emoțiile (gr. pathos), slăbiciunea, dorința, instinctul fac parte din ea. Oamenii care trăiesc în această stare pasivă 
„ trăiesc urmând sentimentele ”
și sunt 
„ ...făcuți mai ascultători prin constrângere decât cu vorba și convinși mai mult de pedepse decât de frumos ”

## Obiceiurile și stările active
Lucrarea lui Aristotel se referă la cum omul se poate ridica deasupra naturii înnăscute, pasive. Partea irațională a omului (vegetativă, înnăscută) este subordonată celei raționale prin practicarea (o acțiune sau activitate, gr. energeia) unui obicei (gr. etos), prin care se obține și menține o stare interioară activă și stabilă (gr. hexis). Caracterul este suma suprapusă a tuturor acestor stări.
„ Caracterul ia ființă ca urmare a obiceiului, din care cauză își trage numele printr-o mică schimbare a cuvântului “obicei” ”
Atunci când obiceiurile sunt bune, starea morală este analogul stării de sănătate fizică menținută prin activități fizice specifice (o sănătate morală). Astfel oamenii se autodefinesc moral continuu prin deprinderile și activitățile pe care le au, care modelează continuu caracterul.
„ Devenim drepți făcând dreptate, cumpătați luând decizii cumpătate, și curajoși făcând lucruri care cer curaj ”
Stările care se obțin duc la reacțiile corespunzătoare atunci când apar sentimente ale naturii înăscute 
„ Ne raportăm bine sau rău la sentimente după starea activă în care ne aflăm; de exemplu, ne comportăm rău față de mânie dacă suntem într-o stare de violență sau slăbiciune, și ne comportăm bine dacă suntem într-o stare cumpănită ”

## Virtutea de caracter este o medie
Fiecare astfel de stare active și stabilă (hexis) este caracterizată de o virtute de caracter (gr. arete)(colocvial, o „calitate”) sau de vicii 
„ virtuțile sunt prezente nu datorită naturii și nici nu sunt contrare naturii, ele sunt prezente în cei care au natura potrivită pentru a le avea și a le completa prin obiceiuri ”
Toate virtuțile sunt frumoase (to kalon) 
„ activități în acord cu virtutea sunt frumoase și sunt făcute pentru frumos ”
Vitutea este o medie
„ virtutile sunt distruse de deficit și de exces ”
care poate fi înțeleasă prin analogie cu un meșteșugar care face ceva atât de bine încât 
„ … nu e posibile să iei sau să adaugi ceva… care sa nu distrugă [frumosul] în ce este deja făcut ”
De exemplu, curajul este virtutea dată de măsura potrivită de încredere (un sentiment, ca și frica). Lașitatea și nechibzuința sunt cele două vicii opuse, primul dintr-un deficit de încredere, al doilea dintr-un exces de încredere. Alte exemple sunt virtutea generozității între viciile zgârceniei și risipei, virtutea amabilității între viciile bădărăniei și slugărniciei, etc.
Virtutea sau viciile exprimă starea cu care sunt asociate. Virtutea nu este opusul viciului, care este un alt viciu. Viciile sunt mai numeroase decât virtuțile pentru că virtutea se află între vicii
„ … pentru că binele este bine simplu, dar răul poate fi rău în multe feluri ”
Viciul este raportat la virtute (dar nu invers), adică viciul este o virtute pierdută, în timp ce virtutea nu este un viciu pierdut, care poate fi un alt viciu. 

## Etica în relația cu alții
Autorul separă două domenii ale justiției.
- Primul domeniu este de echitate. Injustiția în acest sens este cea în urma căreia se obține un avantaj măsurabil, de exemplu prin furt sau prin nerespectarea unui contract, reprezentată de “Nu e decent să iei mai mult decât ți se cuvine”. Este justiția așa cum apare ea în fața unui judecător care determină daunele și reparațiile care trebuie făcute în urma unui act injust. Ea este privită de autor ca o justiție imperfectă, incompletă, pentru că se raportează la ce este “decent” (gr. epieikeia), nu direct la frumos.

- Al doilea domeniu este de integritate în relația cu alții, care este necuantificabil, reprezentat de exemplu de expresia “Nu e frumos să minți”. Justiția din acest domeniu se raportează direct la frumos, noțiunea fundamentală în etica lui Aristotel, și va deveni o condiție necesară pentru formarea prieteniei.

## Virtuți ale gândirii
Părțile raționale ale sufletului caută adevarul. Virtuțile gândirii care permit găsirea acestui adevăr și caracterizează stări (hexis) ale gândirii sunt:
- Priceperea (gr. tehne) într-un meșteșug sau o artă, prin care se obține un obiect de calitate
- Cunoașterea (gr. episteme) este capacitatea de a demonstra un fapt pornind de la niște ipoteze (sau „prin deducție”, ca într-o problemă de geometrie)
- Judecata practică (gr. fronesis) vine cu experiența și este capacitatea de a delibera (gr. bouleusis) și alege acțiunea cea mai potrivită. Judecata practică găsește media virtuții, evitând viciile, este „ochiul” bun care discerne ce trebuie făcut în cazuri specifice. Istețimea (gr. deinotes) este capacitatea de a forma un plan care să ducă la un țel (bun sau rău, depinzând de cât de eficientă este judecata practică).
- Intelectul (sau intuiția) (gr. nous) obține concluzii generale din cazuri specfice (sau „prin inducție”).
- Înțelepciunea (gr. sofia) este cunoaștere combinată cu intuiție.

Omul are responsabilitatea alegerii virtuții cu judecata practică
„ … depinde de noi dacă suntem decenți sau josnici… ”
și se raportează diferit la virtute și vicii, după cum își folosește judecata practică :
- Omul stăpânit (gr. enkrates) este într-o stare de moderație, dată de înfrânarea de la viciu
- Cel nestăpânit (gr. akrates) cade în viciu (gr. kakia) și este ca într-o stare de nebunie sau de beție, o orbire temporară când „ochiul” judecății practice nu mai vede (ca în expresia „orbit de pasiune”)
- Omul indulgent cu viciul judecă strâmb dar crede că are dreptate, devine josnic (gr. faulos) și rău (gr. kakos)

Majoritatea oamenilor sunt între stăpâniți si nestăpâniți, iar cei care aleg corect
„ … se bucură când fac acțiuni în concordanță cu virtutea și le disprețuiesc pe cele care rezultă din viciu, așa cum o persoană muzicală este încântată de melodii frumoase și întristată de cele rele…  ”

## Prietenia
Bunăvoința (gr. eunoia) reciproc recunoscută este începutul prieteniei (gr. filia) dar
„ … bunăvoința nu e prietenie pentru că bunăvoința poate apărea către oameni pe care nu îi cunoști și fără ca ei să știe, dar nu prietenia ”
Prietenia este o stare activă (hexis) care trebuie prin urmare menținută și cultivată prin activitate (energeia). Din acest motiv cineva poate să aibă un număr limitat de prieteni în același timp. Ea este caracterizată de afecțiune (un sentiment), nu de o virtute 
„ afecțiunea pare sa fie un sentiment, iar prietenia pare să fie o stare activă ”
Prietenia poate fi de plăcere (ca între oameni care se simt bine împreună), de utilitate (între oameni care au interese comune) sau de caracter. Prietenia de caracter este facilitată de asemănarea dintre oamenii cu caracter, numiți de Aristotel serioși (gr. spoudaios), pentru că nu este decât un singur fel de a fi bun, urmând virtutea sau media. Virtuțile sunt recunoscute în alții și îl pregătesc pe om pentru prietenii de caracter cu cei cu experiențe intelectuale comune, care au parcurs un traseu etic asemănător și au depășit dificultăți similare. 
Prietenii de caracter subscriu prin însăși ființa lor la aceleași convingeri, ceea care duce la o încredere reciprocă desăvârșită
„ … încearcă să fi o persoană decentă, pentru că în felul ăsta poți fi prieten cu tine însuți, și, de asemenea, poți deveni prietenul altcuiva ”
Prietenii de caracter își petrec timpul împreună la zaruri, sport, filosofie etc. (nu este vorba numai de o prietenie specială între filosofi), și se ajută reciproc. Prietenia de caracter se deosebește prin bucuria pe care prietenii o au când oricare dintre ei devine mai priceput în virtutea pe care o practică (invidia este complet exclusă într-o prietenie de caracter). 
„ … el se poate raporta la un prieten așa cum se raporteaza la el însuși (pentru că prietenul este un alt el) …  ”
În contrast, oamenii josnici nu pot avea prieteni pentru că ei nu sunt prieteni cu ei însiși, 
„ … ei preferă lucruri care sunt plăcute dar dăunătoare în loc de ce pare să fie bun pentru ei, și se abțin de la ce cred că este bine din lașitate și lene … ”
Astfel de oameni trebuie evitați pentru că
„…vei învăța ce este bine de la cei buni, dar amestecându-te cu cei răi, vei pierde ce bun simț mai ai  ”

## Fericirea
Fericirea (gr. eudaimonia ) sau binele (gr. to agathon) cel mai înalt este țelul (gr. telos) la care aspiră fiecare om. Aristotel consideră că acesta, oricare ar fi el, are trei caracteristici: este dorit în sine, nu este dorit pentru un alt lucru, și toate celelalte lucruri sunt dorite pentru el. 
O listă de lucruri care sunt bune, care ar fi ușor de întocmit, nu sunt fericirea sau binele cel mai înalt pentru ca ele sunt dorite pentru altceva (de exemplu, banii pentru a cumpăra un obiect dorit, care la rândul lui este dorit prin ce face posibil, etc.). Sănătatea sau bunăstarea nu sunt fericirea pentru că ele sunt stări care pot doar facilita fericirea. 
Primul răspuns la întrebarea „ce este fericirea?” pe care autorul îl consideră este „plăcerea”. Dar, pentru că scopul activităților determină dacă ele sunt bune sau rele, el ajunge la concluzia că plăcerea poate fi bună sau rea, depinzând de activitățile (energia) care le presupune. 
„ Activitățile diferă în decență și josnicie … iar plăcerile lor diferă în mod similar, pentru că o plăcere aparte este asociată cu fiecare activitate ”
Placerile sunt diferite pentru diferiți oameni, cele josnice pentru oameni josnici, plăcerea de a fi just pentru oamenii juști, etc. Un om cu o judecată practică sigură știe să aleagă plăcerile bune și să le evite pe cele rele
„ …măsura fiecărui lucru este virtutea, sau o persoană bună, atât cât este bună ”
Dar plăcerea completează viața și orice activitate este facută mai bine atunci când este acompaniată de plăcere
„ … lucrurile conforme cu virtutea sunt plăcute celui devotat pasionat  virtuții ”
Autorul concluzionează astfel că plăcerea nu este binele cel mai înalt, dar este o componentă a acestuia
„ … plăcerea este amestecată cu fericirea… ”
Al doilea răspuns considerat de autor este „amuzamentele plăcute”.  Nici acestea nu sunt fericirea pentru că nimeni nu ar alege să trăiască cu mintea unui copil, oricât de multă plăcere jucariile acestuia i-ar aduce. Amuzamentul este o relaxare pentru a putea lucra mai bine, deci este dorit pentru altceva și nu poate fi binele cel mai înalt. Ca sa lucrăm toată viața pentru amuzament pare prostesc și copilăros. Prioritatea trebuie să o aibă activitățile serioase și Aristotel declară ferm
„ … o viață fericită nu constă în joacă…”
În opinia autorului, fericirea constă în a acționa rațional în conformitate cu virtutea, ca parte a unei comunități de prieteni de caracter
„ … fericit este cel care acționează în concordanță cu virtutea completă și are un stoc suficient de bunuri pentru întreaga viață, nu doar pentru un timp anume ”
Autorul recurge la o analogie pentru a evita o confuzie obișnuită:
„ … la jocurile Olimpice nu este încununat cel mai frumos sau cel mai puternic … cei victorioși sunt aleși dintre cei care concurează…   ”
Astfel, fericirea nu este starea pasivă a spectatorului din tribună, care ar putea corespunde stării înăscute a omului . Ea se poate obține doar în activități din arenă, alergând, sărind, etc., fiecare asociindu-se cu alții după virtuțile proprii în prietenii de caracter. 
Virtutea cea mai importantă pentru filosofi este înțelepciunea, iar ei practică discuții filosofice în prieteniile lor de caracter. Prietenii legați de alte virtuți de caracter, de exemplu virtutea dibăciei (tehne) într-o anumită activitate au și ei parte de fericire atunci când o practică în comun. Totul duce la bună-dispoziție, satisfacție interioară și fericire.
La final, autorul se întreabă în mod firesc cum poate fi optimizată această fericire. Familia ar trebui să își ajute copiii să trăiască o viață virtuoasă prin sădirea obiceiurilor bune. Dar autorul susține că pentru înrădăcinarea virtuții este nevoie de o educație într-un cadru organizat, care să încurajeze și să stimuleaze virtutea. O comunitate sau un stat are ca unul din scopurile principale creșterea fericirii cetățenilor. Fericirea așa cum a fost ea înțeleasă în această lucrare, ar implica comunitatea sau statul în mod normal în protejarea virtuții și facilitarea asocierii în prietenii de caracter. Însă sigurul oraș-stat cu un program public de educație a tinerilor este Sparta. Deși recunoaște că este nevoie în plus de experiență practică pentru un program funcțional în alte orașe-state, Aristotel va examina arta legislației și a politicii și va compara în Politica legi și obiceiuri din diferite orașe-state, căutând-le pe cele mai potrivite pentru creșterea fericirii cetățenilor.  